# Al Liamm
Al Liamm ("el lligam") és una revista literària i cultural bimestral en bretó.

## Història
La revista fou creada a París per Pêr ar Bihan i Andrev Latimier. Sorgí de la fusió de dues altres revistes, Kened i Tír na nÓg el 1948. Ronan Huon, director d'aquesta última, se'n va fer càrrec, i n'estarà al capdavant fins a la seva mort el 2003. Actualment, la revista és dirigida pel seu fill Tudual Huon.
Maodez Glanndour, Roparz Hemon, Ronan Huon, Per Denez, Per Diolier, Youenn Gwernig, Reun ar C'halan, Fañch Kerrain, Yann Gerven, i altres hi han publicat obres i estudis.
És de les poques revistes en bretó amb certa continuïtat. L'abril del 2005, publicà el número 349.
La revista es considera apolítica, com ho fou Gwalarn de la que se'n considera hereva, i publica com ella textos literaris i traduccions d'alt nivell. Després de la seva creació ha fet un gran esforç per a divulgar l'ortografia unificada.
Al Liamm és una de les revistes bretones amb major tiratge i contingut més variat.

## Alguns redactors[calcitació]
- Abeozen, Vefa de Bellaing, Per Denez, Youenn Drezen, Anjela Duval, Maodez Glanndour, Roparz Hemon, Tudual Huon, Frañsez Kervella, Xavier de Langlais, Yann-Ber Piriou, Jarl Priel, Dan Ar Wern, Paskal Tabuteau

## Les edicions Al Liamm
Les edicions Al Liamm, represes en 1999 per An Here, són novament incorporades a la revista. Han publicat narracions i diccionaris com:
- Emgann Kergidu, de Lan Inizan
- E skeud tour bras Sant Jermen, de Yeun Ar Gow
- An Teirgwern Pembroke de Jarl Priel
- Pirchirin Kala-Goañv d'Abeozen
- Plac'hed o lêr rous, de Yann Gerven

així com les de teatre de Tangi Malmanche i de Roparz Hemon